# مردم پرتغال
مردم پرتغال (پرتغالی: os portugueses) به مردمانی گفته می‌شود که اصلیتشان به کشور پرتغال بازمی‌گردد.

جمعیت مردم پرتغالی در جهان